# Драфцман
Дра́фцман — должность в русском флоте в XVIII—XIX веках.

## История
Звание драфцмана появилось в России в начале XVIII века.
В 1717 году при Адмиралтейской канцелярии открылась первая в Санкт-Петербурге Адмиралтейская школа, призванная обучать основам кораблестроительной науки наиболее грамотных молодых людей. Выпускники данной школы получали звание драфцман (чертёжник-конструктор) и направлялись на судостроительные верфи. Одним из первых получивших данное звание был известный кораблестроитель Гавриил Афанасьевич Окунев.
20 (31) августа 1798 года в Санкт-Петербурге и Николаеве были основаны первые в мире военно-морские инженерные учебные заведения — Училища корабельной архитектуры, которые должны были готовить драфцманов.
В 1805 году состоялся первый выпуск драфцманов в училище корабельной архитектуры в Санкт-Петербурге. Среди первых выпускников были впоследствии видные кораблестроители: И. А. Курочкин, А. А. Попов, И. Я. Осминин.
Для составления чертежей и разбивки корабельных членов на плазе было положено иметь шесть особых чиновников «драфцманов» на каждой верфи.
В декабре 1826 года звание драфцман было отменено. Приказ Адмиралтейств-коллегии гласил: «корабельные мастера, равно драфцмана и тиммерманы офицерских чинов, переименовываются в корабельные инженеры»